# ريتشارد كوبر (لاعب كريكت)
ريتشارد كوبر (9 ديسمبر 1945 في المملكة المتحدة - 14 مارس 1990 في المملكة المتحدة) (بالإنجليزية: Richard Cooper)‏ هو لاعب كريكت بريطاني. لعب مع نادي مقاطعة سومرست للكريكت ‏.